# Гібон сріблястий
Гібон сріблястий (Hylobates moloch) — вид приматів з роду Hylobates родини Гібонові.

## Поширення
Ендемік Яви, Індонезія. Займає незаймані низовинні низькогірські тропічні ліси в основному нижче 1600 м, але іноді до 2,000-2,400 м. Він також може терпіти помірно порушений ліс. 

## Морфологія
Довжина голови й тіла: 45-64 см, Вага: 5,9 кг. Як і всі гібонові худої статури, без хвоста і з дуже довгими руками. Має довгу пухнасту сріблясто-сіру шерсть. Темне обличчя обрамлене білою бровяною смугою і білою бородою. Статі майже рівні за розміром, але трохи відрізняються забарвленням: У самиць, у верхній частині голови і живота часто є темніші мітки.

## Стиль життя
Вид суворо деревний і денний, і в основному плодоїдний. Живуть разом в парах, ці пари мають фіксовану територію, позначену співом. 
Після семимісячного періоду вагітності один малюк народжується й вигодовується півтора року. Вік статевої зрілості і / або вік розгону в диких гібонів становить близько 8-10 років.

## Загрози та охорона
Вид занесений в Додаток I СІТЕС.